# ISO 9241

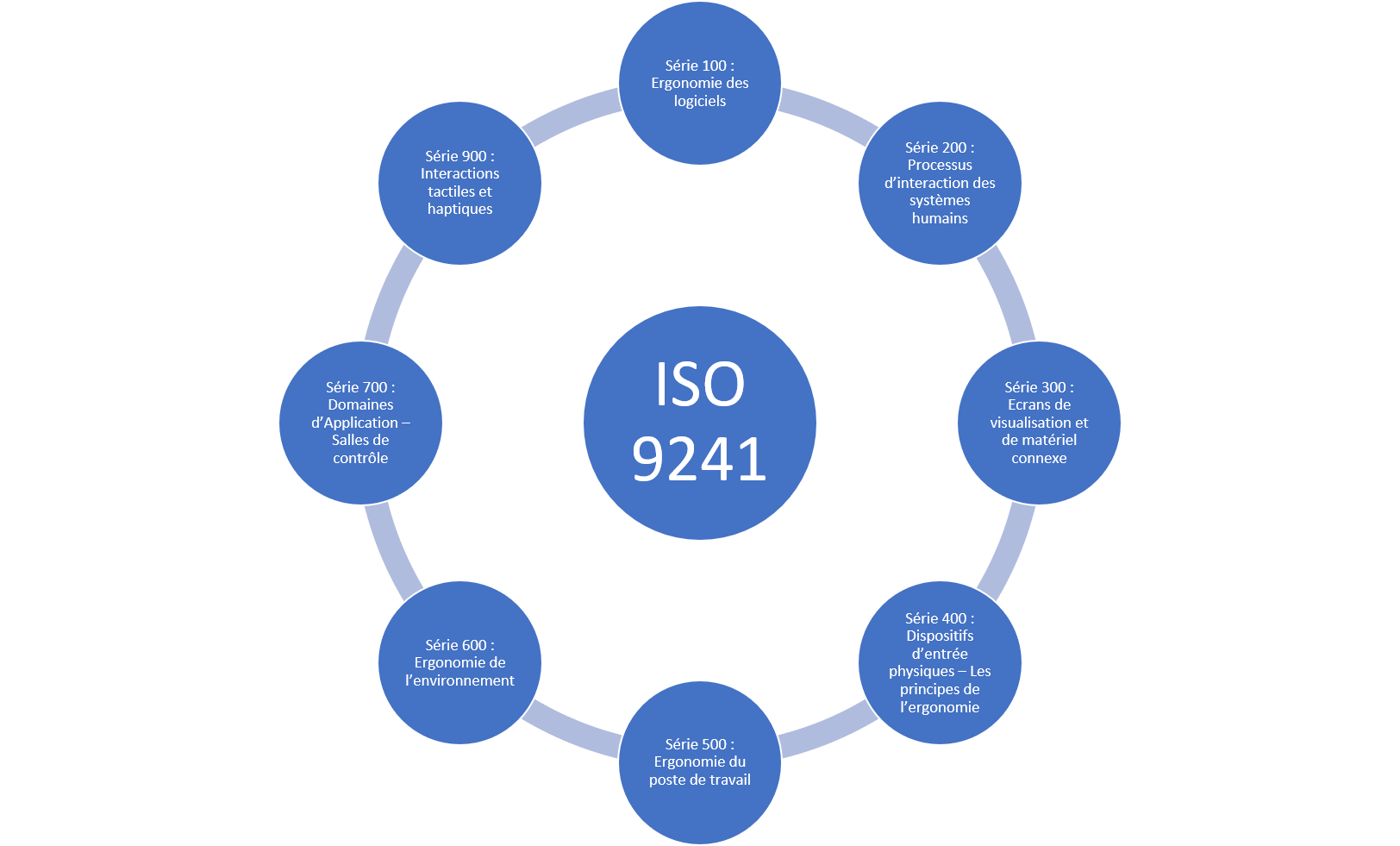
Représentation des différentes parties composant la norme ISO 9241

La norme ISO 9241 est une norme en plusieurs parties de l'Organisation Internationale de Normalisation (ISO) couvrant l'ergonomie de l'interaction homme-système. Elle est gérée par le Comité Technique 159 de l'ISO. Elle s'intitulait à l'origine Ergonomic requirements for office work with visual display terminals.
À partir de 2006, les normes ont été rebaptisées Ergonomie de l’interaction homme-système.
Dans le cadre de ce changement, l'ISO renumérote certaines parties de la norme afin qu'elle puisse couvrir davantage de sujets, par exemple l'interaction tactile et haptique. Effectivement, deux zéros dans le nombre indiquent que le document à l'étude est une norme générique ou fondamentale. Les aspects fondamentaux sont réglementés par des normes qui se terminent par un zéro. Une norme à trois chiffres autres que zéro dans le nombre régit des aspects spécifiques.
La première partie qui a été renumérotée était la partie 10 (maintenant renumérotée en partie 110). La partie 1 est une introduction générale au reste de la norme. La partie 2 traite de la conception des tâches pour travailler avec des systèmes informatiques. Les parties 3 à 9 traitent des caractéristiques physiques du matériel informatique. Les parties 110 et 11-19 traitent des aspects d'utilisabilité des logiciels, y compris la partie 110 (un ensemble général d'heuristiques d'utilisabilité pour la conception de différents types de dialogues) et la partie 11 (orientations générales sur les spécifications et la mesure de l'utilisabilité).

## Ergonomie de l'Interaction Homme-Système

### Série 100: Ergonomie des Logiciels
Cette partie est subdivisée en plusieurs sous parties :
- Partie 100 : Introduction aux normes relatives à l'ergonomie des logiciels
- Partie 110 : Principes du Dialogue
- Partie 112 : Principes de présentation de l'information
- Partie 125 : Conseils sur la présentation visuelle de l'information
- Partie 129 : Conseils sur l'individualisation des logiciels
- Partie 151 : Guide sur les interfaces utilisateur du World Wide Web
- Partie 143 : Formulaires
- Partie 154 : Applications de réponse vocale interactive (RVI)
- Partie 161 : Guide sur les éléments de l'interface utilisateur visuelle
- Partie 171 : Guide sur l’accessibilité des logiciels

### Série 200: Processus d’interaction des systèmes humains
Cette série est essentiellement fondée sur la partie 210.

#### Partie 210: Conception centré sur l'être humain pour les systèmes interactifs.
Celle-ci fournit des orientations sur l'interaction homme-système tout au long du cycle de vie des systèmes interactifs. Effectivement, cette norme a pour objectif de recentrer l'humain au cœur du système d'information afin de développer la productivité, la durabilité, la commercialisation et réduire l'insatisfaction, le coût de formation et d’assistance ainsi que les risques de santé.
Avec son introduction en 2008, elle a révisé la norme ISO 13407, Processus de conception centrée sur l'opérateur humain pour les systèmes interactifs.

### Série 300: Écrans de visualisation et de matériel connexe
Cette partie est subdivisée en plusieurs sous parties :
- Partie 300 : Introduction aux exigences relatives à l'affichage visuel électronique
- Partie 302 : Terminologie pour les affichages visuels électroniques
- Partie 303 : Exigences relatives aux écrans visuels électroniques
- Partie 304 : Méthode d'essai des performances de l'utilisateur pour les écrans visuels électroniques
- Partie 305 : Méthodes d'essai optiques de laboratoire pour les écrans visuels électroniques
- Partie 306 : Méthodes d'évaluation sur le terrain pour les affichages visuels électroniques
- Partie 307 : Méthodes d'essai d'analyse et de conformité pour les dispositifs d'affichage visuels électroniques
- Partie 308 : Dispositifs d'affichage à émetteur d'électrons à conduction de surface (SED)
- Partie 309 : Afficheurs à diodes électroluminescentes organiques (OLED)
- Partie 310 : Visibilité, esthétique et ergonomie des défauts de pixels

#### Partie 307: Guide d'identification des pixels défectueux
Les utilisateurs novices d'ordinateurs sont particulièrement intéressés par les définitions des défauts, des téléviseurs à écran plat et des écrans d'affichage, fournis dans la série de normes ISO-9241-3xx. Ceux-ci identifient trois classes pour mesurer les défauts de pixels dans les moniteurs à écran plat :
1. Les panneaux de classe 0 sont entièrement exempts de défauts, y compris de défauts de pixels ou de sous-pixels.
2. Les panneaux de classe 1 permettent tout ou partie des éléments suivants :
  - 1 pixel pleine luminosité ("collé sur blanc")
  - 1 pixel foncé (" coincé") complet
  - 2 sous-pixels simples ou doubles clairs ou foncés
  - 3 à 5 sous-pixels "collé" ou "coincé" (selon le nombre de chacun)
3. Les panneaux de classe 2 permettent tout ou partie des éléments suivants :
  - 2 pixels pleine luminosité
  - 2 pixels foncés complets
  - 5-10 sous-pixels simples ou doubles, clairs ou foncés (encore une fois, selon le nombre de chaque sous-pixel ; pas plus de 5 sous-pixels clairs ("collés dessus") sont autorisés).
4. Les panneaux de classe 3 permettent tout ou partie des éléments suivants :
  - 5 pixels pleine luminosité
  - 15 pixels foncés pleins
  - 50 sous-pixels simples ou doubles collés sur ou hors tension[6]

(Nombre de pixels ayant un défaut autorisés pour un million de pixels, dans la matrice TFT/LCD)

### Série 400: Dispositifs d'entrée physiques - les principes de l'ergonomie
Cette partie est subdivisée en deux sous parties :
- Partie 400 : Principes et exigences applicables aux dispositifs d'entrée physiques
- Partie 410 : Critères de conception des dispositifs d'entrée physique

### Série 500: Ergonomie du poste de travail
La série 500 s'intéresse à l'ergonomie du poste de travail. Un poste de travail ergonomique a deux finalités : gagner en productivité, en confort ainsi qu'en sécurité pour les employés. En effet, un salarié dans un espace de travail bien aménagé, agencé et équipé sera un atout non négligeable pour atteindre la productivité souhaitée. Des dispositions légales réglementent cette ergonomie. En effet, le salarié, pour fournir le travail attendu de son employeur, doit être dans les meilleures conditions possibles. L'employeur doit donc fournir le matériel adéquat à ses salariés.

### Série 600: Ergonomie de l'environnement
Cette série traite de l'environnement de travail. De nombreux paramètres sont à maîtriser pour travailler dans un environnement ergonomique comme la température de l'air, l'humidité, l'éclairage, la source de lumière (naturelle ou artificielle), le bruit, la propreté des locaux, etc.

### Série 700: Domaines d'Application - Salles de contrôle
Les salles de contrôle sont des espaces de supervision et de surveillance pour le contrôle d’installations et d’applications métiers.

### Série 900: Interactions tactiles et haptiques
La norme comprend  actuellement les deux sous-parties suivantes :
- Partie 910 : Cadre d'interaction tactile et haptique
- Partie 920 : Conseils sur les interactions tactiles et haptiques

## Version précédente
La norme ISO 9241 s'intitulait à l'origine Exigences ergonomiques pour le travail de bureau avec des terminaux à écran de visualisation (VDTs) et comprenait les parties suivantes :
| Liste des parties | Nom des différentes parties |
| ----------------- | --- |
| Partie 1          | Introduction générale |
| Partie 2          | Guide sur les exigences des tâches |
| Partie 3          | Exigences relatives à l'affichage visuel |
| Partie 4          | Exigences relatives au clavier |
| Partie 5          | Aménagement du poste de travail et exigences posturales |
| Partie 6          | Guide sur l'environnement de travail |
| Partie 7          | Exigences d'affichage avec reflets |
| Partie 8          | Exigences pour les couleurs affichées |
| Partie 9          | Exigences applicables aux dispositifs d'entrée autres que les claviers |
| Partie 10         | Principes du dialogue |
| Partie 11         | Guide d'utilisabilité : guide présentant le concept d'utilisabilité ainsi que son application à des situations dans lesquelles des personnes sont en relation avec des systèmes interactifs, des produits ou des services. |
| Partie 12         | Présentation de l'information |
| Partie 13         | Guide de l'utilisateur |
| Partie 14         | Dialogues des menus |
| Partie 15         | Dialogues de commande |
| Partie 16         | Dialogues de manipulation directe |
| Partie 17         | Dialogues de remplissage de formulaires |
| Partie 20         | Lignes directrices pour l'accessibilité des équipements et services TIC |